# Plebejus pitkinensis
Plebejus pitkinensis är en fjärilsart som beskrevs av Ferris 1976. Plebejus pitkinensis ingår i släktet Plebejus och familjen juvelvingar. Inga underarter finns listade i Catalogue of Life.